# 冠軍晶片

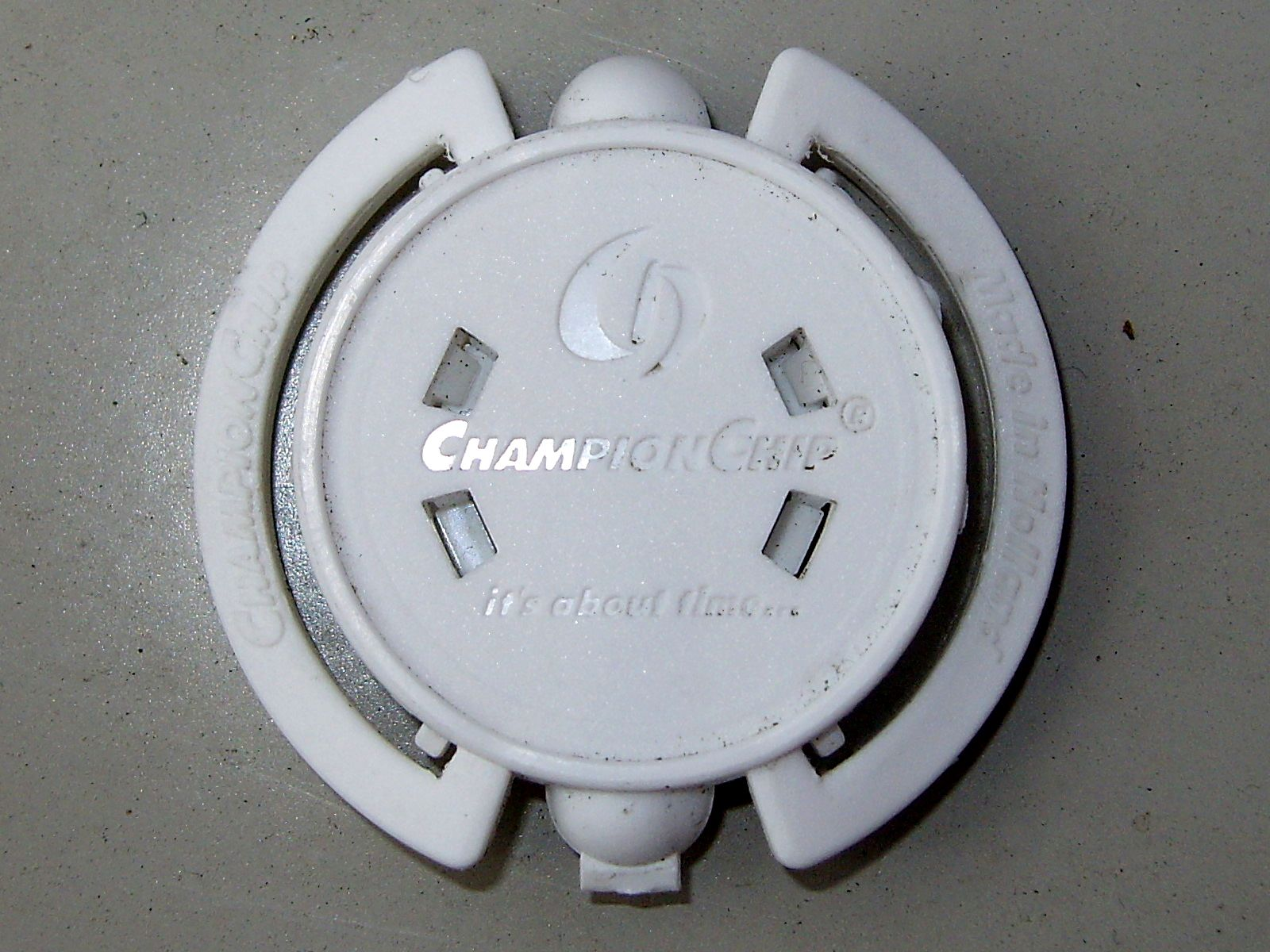
冠軍晶片

冠軍晶片（ChampionChip）除了是荷蘭知名的計時系統公司外，同時也是國際大型馬拉松比賽中，最被使用到的計時晶片，主要以RFID原理，透過無線傳輸，進行選手計時。而該項計時系統，目前在國際馬拉松暨路跑總會認證的比賽中，被廣泛地使用。
而冠軍晶片所使用的計時晶片系統模組，第一次出現是在1994年的柏林馬拉松，而當時，每一個晶片都有不同的內碼，作為不同選手計時的識別。

## 外部連結
- 冠軍晶片官方網站 （页面存档备份，存于）（英文）